# 짚세기 신고왔네
"짚세기 신고 왔네"는 한국에서 제작된 박상호 감독의 1971년 영화이다. 신영균 등이 주연으로 출연하였고 황의식 등이 제작에 참여하였다.

## 출연

### 주연
- 신영균
- 윤정희